# Villa Dominga
La Villa Dominga és una obra modernista de Molins de Rei (Baix Llobregat) inclosa a l'Inventari del Patrimoni Arquitectònic de Catalunya.
També es diu Torre Muntan perquè és una obra de construcció de la família Muntan. També de la mateixa familia i protegida com a bé cultural d'interès local i modernista, el 1930 es construeix Villa Rosita a l'Ametlla del Vallès.

## Descripció
Torre envoltada per un jardí amb decoració modernista (maó i ceràmica). La seva estructura és d'un cos central de planta i dos pisos amb teulada a dues aigües perpendiculars a la façana i dos cossos laterals de planta i pis, acabat en terrat. La part central de la construcció està rematada per decoració en forma de merlets, alternant-los amb petites finestres cegues i obertes. A l'alçada del segon pis hi ha la inscripció "Villa Dominga - 1904". Els maons, bicolors estan disposats de forma alterna en franges horitzontals.